# Anthracotheriidae
Los antracotéridos (Anthracotheriidae) son una familia extinta de ungulados artiodáctilos semiacuáticos relacionados con los hipopótamos y cetáceos, que vivieron desde el período Eoceno a finales del período Mioceno.
Se cree que de este grupo descienden los hipopótamos y que se separaron de los otros antracotéridos durante el Mioceno hace 15 millones de años.
En vida, los tipos de antracotéridos se habrían asemejado a un hipopótamo delgado con una cabeza comparativamente pequeña y estrecha. Tenían cuatro o cinco dedos en cada pie, y su amplitud le permitían caminar en fango suave. Tenían un juego dental completo que, en algunas especies de la familia, se adaptaron para cavar en busca de raíces de plantas acuáticas. 
Los antracotéridos estaban emparentados con los arqueocetos el grupo de artiodáctilos semiacuáticos del cual derivarían los cetáceos, así como con otros grupos incluidos en el clado Cetancodontamorpha o el suborden Whippomorpha.
Un análisis reciente propone que Siamotherium es el género más basal del clado Cetancodontamorpha.